# Nicolas Nadji Bab
Nicolas Nadji Bab (ur. 2 września 1969 w Béré) – czadyjski duchowny katolicki, biskup Laï od 2019.

## Życiorys
Święcenia kapłańskie otrzymał 11 maja 2002 roku i został inkardynowany do diecezji Laï. Pracował głównie jako duszpasterz parafialny, a w latach 2010–2018 był też dyrektorem diecezjalnej Caritas. W 2018 mianowany tymczasowym administratorem diecezji.
14 grudnia 2019 papież Franciszek mianował go ordynariuszem diecezji Laï. Sakry udzielił mu 23 lutego 2020 biskup Miguel Angel Sebastián Martínez.